# Rei Wen de Zhou
El Rei Wen de Zhou (xinès tradicional: 周文王, xinès simplificat: 周文王, pinyin: Zhōu Wén Wáng, Wade-Giles: Chou Wen-wang) nom familiar (姓): Ji (姬), nom de clan (氏): Zhou (周） nom personal （名):  Chang, conegut com a Zhou Chang（周昌） o Xibo Chang (西伯昌) (1099-1050 aEC) va ser el fundador de la Dinastia Zhou. Era el fill del Rei Ji de Zhou (周季王), tercer fill del Rei Tai de Zhou （周太王), i el net favorit del seu avi. Era el nebot de Wu Taibo i Zhongyong, ambdós governants de l'Estat de Wu una vegada.

## Biografia
L'estat de Zhou es trobava a la vall del riu Wei, en l'actualitat la Província de Shaanxi. Una vegada, el Rei Zhou de Shang, per temor al creixent poder de Wen, l'empresonà a Youli (羑里 - avui en dia Tangyin en la Província Henan). Això no obstant, molts oficials respectaven a Wen pel seu governament honorable i van dar al Rei Zhou molts regals, inclosos cavalls d'or i dones, demanant el seu alliberament. Zhou va estar d'acord i va alliberar a Wen.
El Rei Wen tenia previst d'enderrocar a la dinastia en el poder, la Dinastia Shang, però va morir abans que pogués aconseguir-ho.
Es va casar amb Taisi (xinès tradicional: 太姒, xinès simplificat: 太姒, pinyin: Tàisì) i tingué almenys deu fills, dos dels quals foren Zhou Gong Wu (xinès tradicional: 周公武, xinès simplificat: 周公武, pinyin: Zhōu Gōng Wǔ) i Zhou Gong Dan. El segon fill es convertí en el Rei Wu de Zhou i va completar els desitjos del seu pare, en derrotar l'exèrcit de Shang en la seva capital en la batalla de Muye el 1046 aC, amb el suport de Shu.
. A la fi es convertí en el primer rei de la nova Dinastia Zhou amb la seva capital a Zhouyuan (xinès tradicional: 周原, xinès simplificat: 周原, pinyin: Zhōuyuán) en l'actualitat comtat de Qishan, província de Shaanxi. Aquesta després la traslladaria a Haojing (沣京/灃京) al costat de l'actual Xi'an, província de Shaanxi.
El Rei Wen és també conegut per les seves contribucions al Yi Jing, un manual d'endevinació. Al rei Wen s'atribueix l'haver apilat els vuit trigrames en les seves diverses permutacions, per crear seixanta-quatre hexagrams. També es diu que escrigué els judicis que s'annexen a cada hexagram (els comentaris de línia s'atribueixen al seu fill, el Duc de Zhou. La seqüència més comuna dels seixanta-quatre hexagrams se li atribueix al rei Wen i se l'anomena generalment com la seqüència del rei Wen.